# Zarasai
Zarasai ( escoltar (?·pàg.)) és una ciutat capital del districte municipal de Zarasai al Comtat d'Utena situada al nord-oest de Lituània, envoltada de nombrosos llacs i rius.
L'abundància de recursos naturals creen condicions molt favorables per al desenvolupament dels serveis turístics i el benestar, per tant, Zarasai ha estat famosa com un territori perfectament adequat per al descans i l'esbarjo durant molt de temps. El 2008 la ciutat de Zarasai va ser guardonada amb l'estatus al territori turístic. El 2010 el districte municipal de Zarasai va ser declarat com a destí «EDEN» a Lituània per al turisme aquàtic. Zarasai és també conegut com a lloc amb temperatura més alta a Lituània de fins a 37.5 °C.

## Nom
A Polònia, la ciutat es coneix des del primer terç del segle xvi com a Jeziorosy. El 1836, la ciutat va ser tornada a anomenar com a Novoalexandrovsk en honor del fill del tsar Nicolau I, Alexander. Aquest nom es va mantenir fins a 1918. Durant 1919 fins a 1929, a la Lituània independent, la ciutat es va trucar Ežerėnai, paraula derivada del nom lituà del llac Ežeras. Aquest canvi es va fer a causa del seu antic nom polonès de Jeziorosy que es va considerar que venia de la paraula polonesa amb la qual es coneixia el llac Jezioro. El nom de Zarasai es va imposar el 1929.

## Personatges
- Yehuda Pen
- Pyotr Nikolayevich Wrangel
- Al Jaffee